# Jekaterina Fedorenkova
Jekaterina Sergejevna Fedorenkova (Russisch: Екатерина Сергеевна Федоренкова) (Moskou, 12 augustus 1993) is een Russisch basketbalspeelster die uitkomt voor het nationale team van Rusland. Ze werd Meester in de sport van Rusland, Internationale Klasse.

## Carrière
In 2009 ging Fedorenkova spelen voor Dinamo Moskou. In 2013 won ze met Dinamo de EuroCup Women. Ze wonnen van Kayseri Kaski SK uit Turkije. De eerste wedstrijd wonnen ze met 66-61 en de tweede wedstrijd verloren ze met 70-74. Toch was dat genoeg voor de eindoverwinning. In de strijd om de FIBA Europe SuperCup Women 2013, verloor Fedorenkova met Dinamo van UMMC Jekaterinenburg uit Rusland met 63-72. In 2014 stond Fedorenkova met Dinamo weer in de finale van de EuroCup Women. Nu wonnen ze van Dinamo Koersk uit Rusland. De eerste wedstrijd wonnen ze met 97-65 en verloren ze de tweede wedstrijd met 61-85. In 2014 ging ze spelen voor Sparta&K Oblast Moskou Vidnoje. Na een half jaar keerde ze terug bij Dinamo Moskou. In 2016 verhuisde Fedorenkova naar Spanje om te spelen voor Mann Filter Zaragoza. Na een half jaar stapte ze over naar Embutidos Pajariel Bembibre PDM. In 2017 keerde ze terug naar Rusland om te spelen voor Nadezjda Orenburg. Met Nadezjda werd ze twee keer derde om het Landskampioenschap van Rusland in 2018 en 2019. In 2019 won Fedorenkova met Nadezjda de EuroCup Women. Ze wonnen de finale van Basket Lattes-Montpellier uit Frankrijk met een totaalscore van 146-132 over twee wedstrijden. In 2019 stapte ze over naar MBA Moskou. In 2020 verhuisde ze naar Nika Syktyvkar.
Met Rusland speelde Fedorenkova op het Europees Kampioenschap in 2019 en 2021.

## Erelijst
- Landskampioen Rusland:
  - Derde: 2018, 2019
- EuroCup Women: 3
  - Winnaar: 2013, 2014, 2019
- FIBA Europe SuperCup Women:
  - Runner-up: 2013